# Raión de Varva
Varva (en ucraniano: Варвинський район) fue un raión o distrito de Ucrania en el óblast de Chernígov. En la reforma territorial de 2020, su territorio fue incluido en el raión de Pryluky.
Comprendía una superficie de 590 km².
La capital era el asentamiento de tipo urbano de Varva.

## Demografía
Según una estimación de 2010, contaba con una población total de 19 974 habitantes.[cita requerida]

## Otros datos
El código KOATUU es 7421100000. El código postal 17600 y el prefijo telefónico +380 4636.